# Białośliwie
Białośliwie (prononciation : [bjawɔˈɕlivjɛ], en allemand : Bialosliwe) est un village de Pologne, située dans la voïvodie de Grande-Pologne. Elle est le chef-lieu de la gmina de Białośliwie, dans le powiat de Piła.
Il se situe à 28 km à l'est de Piła (siège du powiat) et à 80 km au nord de Poznań (capitale régionale).

## Histoire
De 1816 à 1920, Weißenhöhe fait partie de l'arrondissement de Wirsitz dans le district de Bromberg au sein de la province de Posnanie.

## Monument

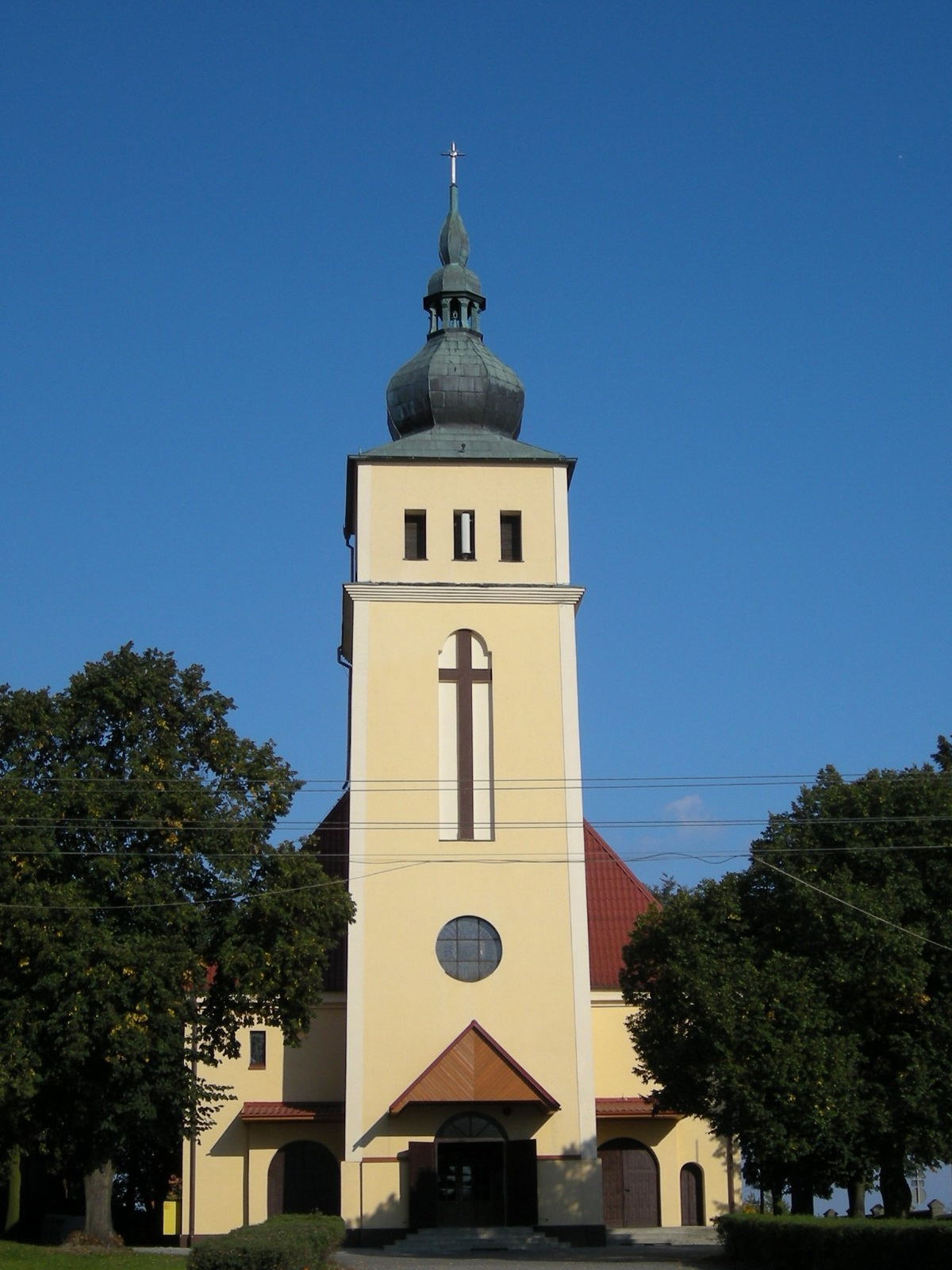
L'église paroissiale.

- l'église paroissiale, construite en 1927-1929.

## Voies de communications
La route voïvodale 190 (de) (qui relie Gniezno à Krajenka) passe par le village.
A cinq kilomètres plus au nord passe la route nationale 10, qui relie Szczecin à Varsovie.